# 長松清潤

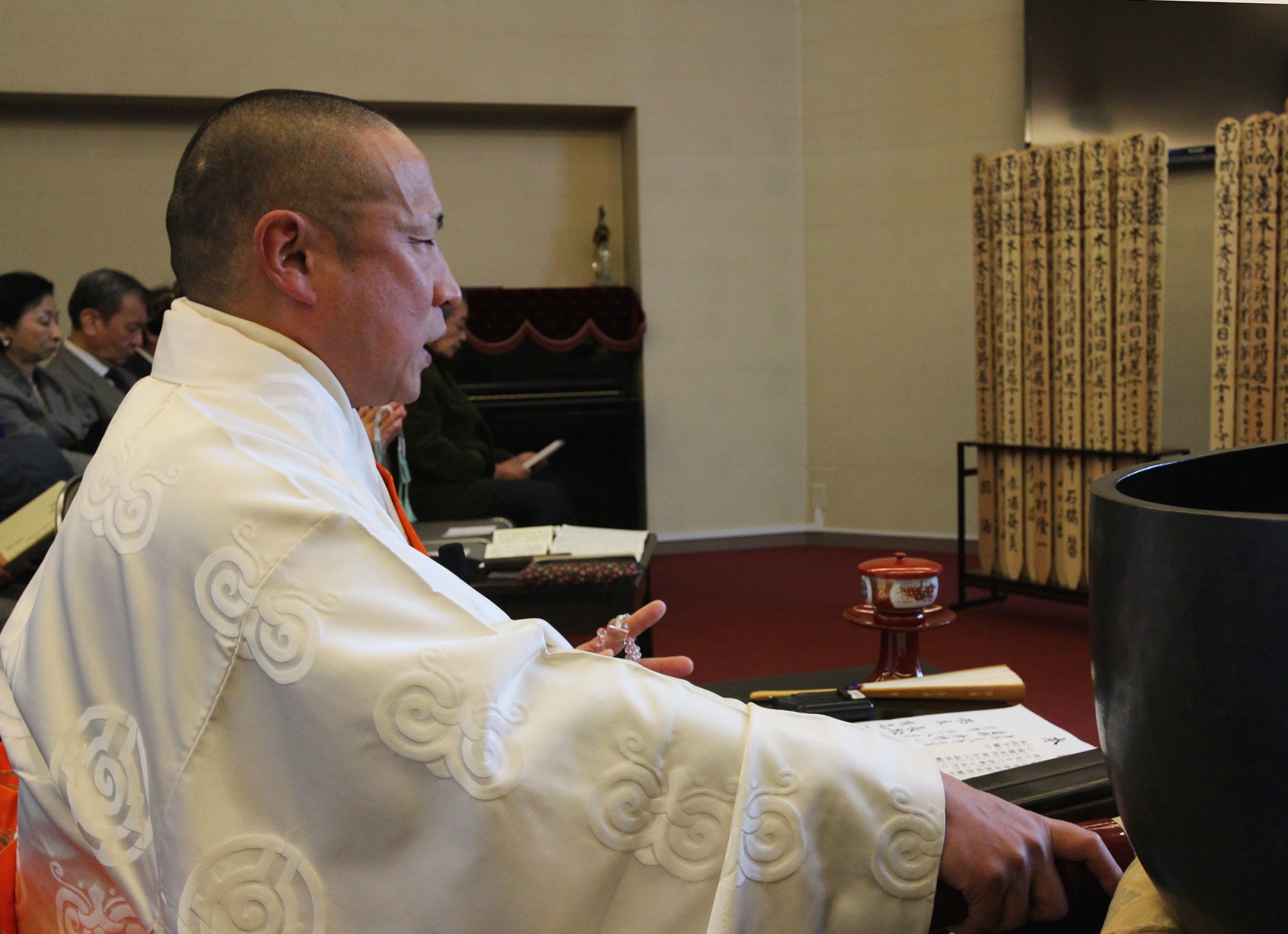

長松 清潤（ながまつ せいじゅん、1969年3月1日 - ）は、本門佛立宗の僧侶。本化院日桜（ほんげいんにちおう）。
京都市出身。幕末維新の仏教改革者・長松清風より五代目、長松家宗主。本門佛立宗由緒寺院・京都長松寺、横浜妙深寺住職。長野本晨寺前住職。
京都佛立ミュージアム館長、財団法人佛立生活文化研究所代表理事、財団法人100万人のクラシックライブ理事、渋谷龍馬会特別顧問、公益財団法人全日本仏教会第34期国際交流審議会委員。第35-36期 国際交流審議会 委員長。日蓮聖人門下連合会理事。ラジオパーソナリティ。

## 略歴
- 立正高等学校を経て帝京大学文学部教育学科卒業。大学在学中、プロジェットスキーヤーとして活躍[要出典]。アマチュアフリースタイル全日本年間チャンピオン[要出典]。440㏄スーパーストック全日本年間チャンピオン[要出典]。映画「時間よとまれ」[9]、「彼女が水着にきがえたら」等に出演、2度の世界選手権出場の他、全日本ジェットスキー学生連盟初代会長。
- 大学卒業後、京都本山宥清寺に入寺、佛立教育専門学校入学。1993年卒業。
- 1998年、「ヒロミのアメリカ縦断6000km!!ミシシッピ川激励の川下り15日間!汗と涙」（1999年1月3日、テレビ朝日）の番組制作に参画し、ジェットスキーによるミシシッピ川6000キロの踏破[要出典]。
- 2000年、京都長松寺、横浜妙深寺住職に就任。
- 2012年、京都佛立ミュージアム第二代館長に就任。
- 2014年、妙深寺スリランカ・コロンボ別院設立。
- 2014年、妙深寺インド親会場設立。
- 2015年、長野本晨寺住職に就任。
- 2016年、妙深寺ネパール親会場設立。
- 2016年8月、NHKカルチャー青山教室の定期講座開始。
- 2017年1月、日蓮聖人門下連合会理事に就任。
- 2018年10月、本門佛立宗弘通局海外部長に就任。
- 2018年(6.29-2018.7.12)、京都佛立ミュージアム特別展示「トランクの中の日本～戦争、平和、そして佛教～＠サンマリノ共和国」を開催。
- 2019年2月、妙深寺ネパール別院設立。
- 2019年(5.17-2019.7.14)、京都佛立ミュージアム特別展示 「トランクの中の日本～戦争、平和、そして佛教～2019＠サンマリノ共和国」を開催。
- 2019年7月、本晨寺住職を堤深恭に継承し、退任[10]。
- 2019年10月より、FMヨコハマの番組[11]『YOKOHAMA LAGOON[12]（横浜ラグーン）』のレギュラーパーソナリティを務める。
- 2021年11月22日、本門佛立宗インド教区教区長に就任
- 2023年5月10日、本門佛立宗米国教区教区長に就任
- 2023年7月7日、妙深寺スリランカ・コロンボ別院が『大白蓮寺』と寺号公称。同寺の住職に就任
- 2023年8月20日、スリランカ大白蓮寺で寺号公称記念法要を奉修
- 2024年11月17日、妙深寺カトマンズ親会場の開堂式を奉修
- 現在は、国内布教並びに海外弘通僧として、スリランカ、インド、ネパール、シンガポール、イタリア、ブラジルをはじめ、世界各地で活動する僧侶。

## 著書・作品
- 『ブラジルと仏教展～一番遠くて近い国～』展示図録2014：京都佛立ミュージアム
- 『宮沢賢治と法華経展～雨ニモマケズとデクノボー～』展示図録2014：京都佛立ミュージアム
- 『坂本龍馬と仏教展～龍馬が目指した本当の維新～』展示図録2015：京都佛立ミュージアム
- 『トランクの中の日本～戦争、平和、そして仏教～』展示図録2016：京都佛立ミュージアム
- 歴史ドキュメンタリー映像『幕末維新の仏教改革者 長松清風伝』2017：本門佛立宗
- 『幕末維新の仏教改革者 長松清風展』展示図録2017：京都佛立ミュージアム
- 『スリランカと仏教展～世界遺産に隠された物語～』展示図録2017：京都佛立ミュージアム
- 『宮沢賢治と日蓮展』展示図録2019：京都佛立ミュージアム
- 『SDGsと仏教展〜アフターコロナへの羅針盤』展示図録2021：京都佛立ミュージアム
- 『仏教って何？』小冊子2021：京都佛立ミュージアム
- 『思想としての法華経展』展示図録2021：京都佛立ミュージアム
- 『社会福祉と仏教展』展示図録2023：京都佛立ミュージアム
- 『杉野宣雄　押し花アート展』展示図録2023：京都佛立ミュージアム
- 『台湾と日本展〜台湾に遺るリップンチェンシン〜』展示図録2024：京都佛立ミュージアム
- 『仏教徒 坂本龍馬』2012、講談社 ISBN 978-4-06-217851-8
- 『佛立魂』1995、長松清潤[13]
- 『こころ仏る　空飛ぶお坊さんの仏教の言葉47』2025、東京ニュース通信社